# Reino do Congo
O Reino do Congo ou Império do Congo foi um Estado pré-colonial africano no sudoeste da África no território que hoje corresponde ao noroeste de Angola (incluindo Cabinda), o sudoeste e oeste da República do Congo, a parte oeste da República Democrática do Congo e a parte centro-sul do Gabão. Na sua máxima dimensão, estendia-se desde o oceano Atlântico, a oeste, até ao rio Cuango, a leste, e do Rio Ogoué, no atual Gabão, a norte, até ao rio Cuanza, a sul. O reino do Congo foi fundado por Nímia Luqueni no século XIV.
A região era governada por um líder chamado rei pelos europeus, o manicongo. Ela consistia de nove províncias e três regiões (Angoio, Cacongo e Loango), mas a sua área de influência estendia-se também aos Estados independentes, tais como Dongo, Matamba, Cassange e Quissama. A capital era M'Banza Congo (literalmente, Cidade do Congo), rebatizada São Salvador do Congo após os primeiros contatos com os portugueses e a conversão do manicongo ao catolicismo no século XVI, e renomeada de volta para M'Banza Congo em 1975. 
O reino era regido por uma monarquia, que por vezes em sua história alternou entre hereditária e eletiva. A linhagem de reis durou desde a fundação do reino em 1390 até a abolição em 1914 pela recém implantada primeira república portuguesa, que diminuiu o título do rei a uma mera figura simbólica na cidade de São Salvador (M'Banza Congo) até 1975, quando o recém instalado governo socialista de Angola termina por abolir os títulos definitivamente. 

## História

### Fundação
As tradições verbais sobre os inícios da história do Reino do Congo, foram estabelecidas por escrito pela primeira vez no final do século XVI, e a mais abrangente foi registrada em meados do século XVII, incluindo aquelas escritas pelo missionário capuchinho italiano Giovanni Cavazzi da Montecuccolo. Pesquisas mais detalhadas sobre as tradições orais modernas, inicialmente conduzidas no início do século XX por missionários redentoristas como Jean Cuvelier e Joseph de Munck, não parecem se relacionar com o período inicial. 
De acordo com a tradição do Congo, a origem do reino reside em Pemba Cassi, um grande reino banto ao sul do Reino Bambata, que se fundiu com esse estado para formar o Reino do Congo por volta de 1375. Pemba Cassi estava localizado ao sul da atual Matadi na República Democrática do Congo. Uma dinastia de governantes desta pequena comunidade governou ao longo do vale Cuílo, e seus membros estão enterrados em Nsi Kwilu, sua capital. As tradições do século XVII aludem a este cemitério sagrado. Segundo o missionário Girolamo da Montesarchio, capuchinho italiano que visitou a região entre 1650 e 1652, o local era tão sagrado que olhá-lo era mortal. Em algum ponto por volta de 1375, Nímia Anzima, governante de Pemba Cassi, fez uma aliança com Nsaku Lau, governante do vizinho Reino Bambata. Nímia Anzima casou-se com Luqueni Luansanze, um membro do povo bata e possivelmente filha de Nsaku Lau. Essa aliança garantia que cada um dos dois aliados ajudaria a garantir a sucessão da linhagem de seu aliado no território do outro. 

### Formação do Reino
O primeiro rei do Reino do Congo (Dia Antotila) foi Nímia Anzima e o filho de Luqueni Luansanze, Nímia Luqueni (reinando por volta de 1380 até 1420). O nome Nímia Luqueni apareceu em tradições orais posteriores e alguns historiadores modernos, notadamente Jean Cuvelier, o popularizaram. Nímia Luqueni tornou-se o fundador do Congo quando conquistou o reino do Muene Cabunga (ou Muene Ampangala), que ficava em uma montanha ao sul. Ele transferiu seu governo para esta montanha, o Mongo dia Congo ou "montanha do Congo", e fez de M'Banza Congo, a cidade ali, sua capital. Dois séculos depois, os descendentes de Muene Cabunga ainda desafiavam simbolicamente a conquista em uma celebração anual. Todos os governantes que seguiram Nímia Luqueni reivindicaram alguma forma de relação com seu canda, ou linhagem, e eram conhecidos como Casa de Luqueni. A Casa de Luqueni, como foi registrado em documentos portugueses, governou Congo sem oposição até 1567.

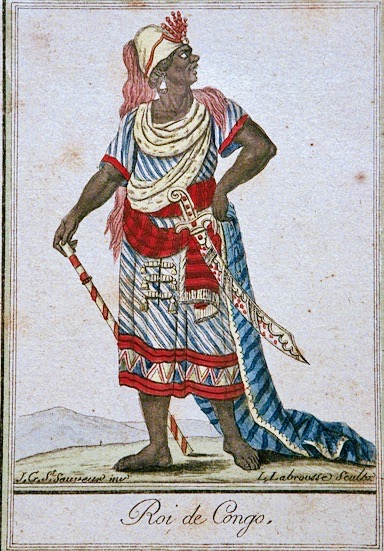
Rei Afonso I do Congo.

Após a morte de Nímia Luqueni, seu irmão, Mbokani Mavinga, assumiu o trono e governou até aproximadamente 1467. Ele tinha duas esposas e nove filhos. Seu governo viu uma expansão do Reino do Congo para incluir o estado vizinho, o Reino de Loango e outras áreas agora abrangidas pela atual República do Congo.
Os manicongos frequentemente atribuíam o cargo de governador a membros de suas famílias ou clientes. À medida que essa centralização aumentava, as províncias aliadas gradualmente perdiam influência até que seus poderes fossem apenas simbólicos, manifestados em Bata, antes um co-reino, mas em 1620 conhecido simplesmente pelo título de "Avô do Rei do Congo" (Cacandi a Muene Congo). A alta concentração da população em torno de M'Banza Congo e seus arredores desempenhou um papel crítico na centralização do Congo. A capital era uma área densamente povoada em uma região pouco habitada, onde a densidade populacional rural provavelmente não ultrapassava 5 pessoas por quilómetro quadrado. Os primeiros viajantes portugueses descreveram M'Banza Congo como uma cidade grande, do tamanho da cidade portuguesa de Évora em 1491. No final do século XVI, a população do Congo era provavelmente de cerca de meio milhão de pessoas em uma região central de cerca de 130 000 quilómetros quadrados. No início do século XVII, a cidade e seu interior tinham uma população de cerca de 100 000, ou um em cada cinco habitantes do Reino (de acordo com estatísticas batismais compiladas por padres jesuítas). Esta concentração permitiu que recursos, soldados e alimentos excedentes estivessem prontamente disponíveis a pedido do rei. Isso tornou o rei extremamente poderoso e fez com que o reino se tornasse altamente centralizado.
Na época do primeiro contato registrado com os europeus, o Reino do Congo era um estado altamente desenvolvido no centro de uma extensa rede comercial. Além dos recursos naturais e do marfim, o país fabricava e comercializava artigos de cobre, metais ferrosos, tecido de ráfia e cerâmica. O povo Congo falava na língua quicongo. As regiões orientais, especialmente aquela parte conhecida como os Sete Reinos do Congo dia Nlaza (ou em quicongo Mumbwadi ou "os Sete"), eram particularmente famosas pela produção de tecido.

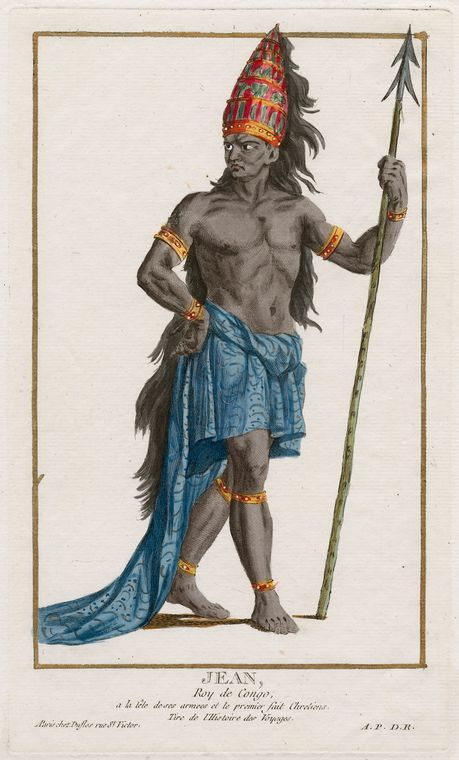
O manicongo Anginga a Ancua se converteu ao cristianismo adotando o nome de João I

#### Contactos com os portugueses e o cristianismo
Em 1483, o explorador português Diogo Cão navegou pelo desconhecido rio Congo, encontrando aldeias do Congo e tornando-se o primeiro europeu a encontrar o Reino do Congo. Cão deixou homens no Congo e levou nobres do Congo para Portugal. Ele retornou com os nobres do Congo em 1485. Nesse ponto, o rei governante, Anzinga a Ancua, decidiu se converteu ao cristianismo para uma melhor relação com os visitantes. Cão regressou ao reino com padres e soldados católicos romanos em 1491, baptizando Anzinga a Ancua e também os seus principais nobres, a começar pelo governante do Soio, a província costeira. Ao mesmo tempo, um cidadão do Congo alfabetizado que regressava de Portugal abriu a primeira escola. Anzinga a Ancua assumiu o nome cristão de João I em homenagem ao então rei de Portugal, João II.
D. João I governou até à sua morte por volta de 1506 e foi sucedido por seu filho Afonso I. Ele enfrentou um sério desafio de um meio-irmão, Ampanzu a Quitima. O rei venceu seu irmão em uma batalha travada em M'Banza Congo. Segundo o relato do próprio Afonso, enviado a Portugal em 1506, conseguiu vencer a batalha graças à intervenção de uma visão celeste de São Tiago e da Virgem Maria. Inspirado por esses eventos, ele posteriormente desenhou um brasão de armas para o Congo que foi usado por todos os reis seguintes em documentos oficiais, reais e similares até 1860. Enquanto D. João I mais tarde voltou às suas crenças tradicionais, Afonso estabeleceu o Cristianismo como religião oficial do seu reino.
Afonso trabalhou para criar uma versão viável da Igreja Católica no Congo, provendo os seus rendimentos de bens reais e impostos que forneciam salários aos seus trabalhadores. Com conselheiros de Portugal como Rui d'Aguiar, o capelão real português enviado para ajudar no desenvolvimento religioso do Congo, Afonso criou uma versão sincrética do Cristianismo que permaneceria parte da sua cultura pelo resto da existência independente do reino. O próprio Afonso estudou muito nesta tarefa. Rui d'Aguiar disse uma vez que Afonso conhecia mais os princípios da Igreja do que ele. Em 1509, em vez da eleição habitual entre os nobres, uma sucessão hereditária ao estilo europeu levou Afonso a suceder ao pai. 
A igreja do Congo sempre teve falta de clero ordenado e compensou isso com o emprego de um laicato forte. Os professores ou mestres de escolas congolesas eram a âncora deste sistema. Recrutados da nobreza e treinados nas escolas do reino, eles forneceram instrução religiosa e serviços a outros com base na crescente população cristã do Congo. Ao mesmo tempo, eles permitiram o crescimento de formas sincréticas de cristianismo que incorporavam ideias religiosas mais antigas com as cristãs. Exemplos disso são a introdução de palavras quicongo para traduzir conceitos cristãos. As palavras quicongo ukisi (uma palavra abstrata que significa charme, mas usada para significar "sagrado") e nkanda (que significa livro) foram mescladas de modo que a Bíblia cristã ficou conhecida como nkanda ukisi. A igreja ficou conhecida como nzo a ukisi. Embora alguns clérigos europeus frequentemente denunciem essas tradições mistas, eles nunca foram capazes de erradicá-las.
Parte do estabelecimento desta igreja foi a criação de um forte sacerdócio e para esse fim o filho de Afonso, Henrique, foi enviado à Europa para se educar. Henrique foi ordenado sacerdote e em 1518 foi nomeado bispo de Utica (uma diocese do norte da África recentemente ocupada pelos muçulmanos e reivindicada pelos cristão, nunca sendo assumida de fato pelo príncipe). Ele retornou ao Congo no início dos anos 1520 para administrar a nova igreja do Congo. Ele morreu em 1531. Hoje, o catolicismo romano é a maior religião em Angola, que contém a seção em língua portuguesa do antigo reino do Congo.

#### Escravidão

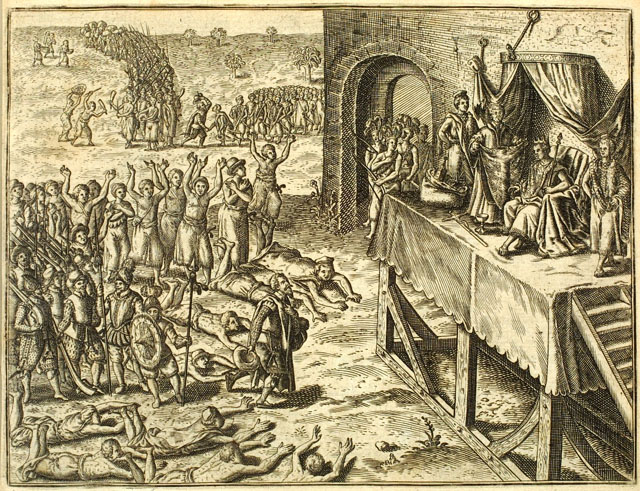
Audiência de portugueses com o rei do Congo, data desconhecida

Nas décadas seguintes, o Reino do Congo tornou-se uma importante fonte de escravos para os comerciantes portugueses e outras potências europeias. O Atlas Cantino de 1502 menciona o Congo como fonte de escravos para a ilha de São Tomé. A escravidão já existia no Congo muito antes da chegada dos portugueses, e as primeiras cartas de Afonso mostram a existência de mercados de escravos. Eles também mostram a compra e venda de escravos dentro do país e suas contas sobre a captura de escravos na guerra, que foram dados e vendidos a mercadores portugueses. É provável que a maioria dos escravos exportados para os portugueses fossem prisioneiros de guerra das campanhas de expansão do Congo. Além disso, as guerras escravistas ajudaram Afonso a consolidar seu poder nas regiões fronteiriças do sul e do leste.
Apesar do seu longo estabelecimento no reino, Afonso acreditava que o tráfico de escravos devia estar sujeito à lei do Congo. Quando suspeitou que os portugueses recebiam escravos ilegalmente para vender, escreveu ao rei João III de Portugal em 1526 implorando-lhe que acabasse com a prática. Por fim, Afonso decidiu constituir uma comissão especial para determinar a legalidade da escravidão dos que estavam a ser vendidos.
Uma característica comum da vida política no reino do Congo era uma competição feroz pela sucessão ao trono. A disputa do próprio Afonso pelo trono foi intensa, embora pouco se saiba sobre ela. No entanto, muito se sabe sobre como tais lutas ocorreram a partir do confronto que se seguiu à morte de Afonso no final de 1542 ou início de 1543. Isto deve-se, em grande parte, a minucioso inquérito conduzido por funcionários régios em 1550, que sobreviveu nos arquivos portugueses. Neste inquérito pode-se ver que facções se formaram por trás de homens proeminentes, como o filho de Afonso I, Pedro Ancanga Vemba e Diogo Cumbi Ampudi, seu neto que acabou derrubando Pedro em 1545. Embora as facções se colocassem no idioma do parentesco (usando o termo português geração ou linhagem, provavelmente canda em Quicongo) eles não foram formados estritamente ao longo das linhas de hereditariedade, já que parentes próximos frequentemente estavam em facções separadas. Os jogadores incluíam nobres detentores de títulos nominais para governadores provinciais, membros do conselho real e também funcionários na agora bem desenvolvida hierarquia da Igreja.
O Rei Diogo I habilmente substituiu ou superou seus concorrentes entrincheirados depois de ser coroado em 1545. Ele enfrentou uma grande conspiração liderada por D. Pedro I, que se refugiara numa igreja, e a quem Diogo, respeitando a regra de asilo da Igreja, o deixou ficar na igreja. No entanto, Diogo fez um inquérito sobre a trama, cujo texto foi enviado a Portugal em 1552 e dá-nos uma excelente ideia da forma como os conspiradores esperavam derrubar o rei, induzindo os seus apoiantes a abandoná-lo.
Surgiram também problemas entre Diogo e os colonos portugueses em São Tomé conhecidos como Tomistas. De acordo com um tratado entre o Congo e Portugal, este último deveria apenas negociar dentro do reino do primeiro por escravos. Isso significava que os portugueses ficavam restritos aos escravos oferecidos pelo rei Diogo ou aos que ele autorizava a vender escravos. Todos os anos, os tomistas chegavam com 12 a 15 navios para transportar entre 400 e 700 escravos (5 000 a 10 000 escravos por ano). Isso não foi suficiente para tirar proveito do fornecimento cada vez maior de escravos do Congo, graças às guerras em sua fronteira oriental. Os capitães tentariam sobrecarregar suas cargas, resultando em revoltas. No entanto, o fator que realmente quebrou o negócio foi o hábito tomista de navegar rio acima até o lago Malebo para comprar escravos de comerciantes BaTeke que eram cada vez mais levados com mercadorias europeias sobre as conchas nzimbu que o manicongo lhes oferecia. Enfurecido com a quebra de contrato, o rei Diogo rompeu relações em 1555 e expulsou cerca de 70 portugueses que viviam no seu reino (muitos dos quais viviam ali há muito tempo e tinham esposas africanas e filhos mestiços).
A tentativa do rei de pacificar o impaciente Reino do Dongo em 1556 saiu pela culatra, resultando na independência deste último. Apesar desse revés, ele disfrutou de um longo reinado que terminou com sua morte em 1561.
O sucessor de D. Diogo, cujo nome se perdeu na história, foi morto pelos portugueses e substituído por um filho bastardo, mais dócil aos interesses de Tomistas, Afonso II. O povo comum do Congo ficou furioso com sua entronização e respondeu com tumultos por todo o reino. Muitos portugueses foram mortos e o porto real de Mpinda foi fechado aos mesmos, pondo fim ao comércio de escravos entre o Congo e Portugal. Em menos de um mês, neste caos, D. Afonso II foi assassinado durante uma missa, pelo seu irmão, o próximo manicongo, Bernardo I. O rei Bernardo permitiu que o boicote ao comércio português continuasse, restabelecendo discretamente as relações com Lisboa. Rei Bernardo I foi morto em guerra contra os jagas, em 1567. O manicongo seguinte, Henrique I foi arrastado para uma guerra no leste do país, onde foi morto, deixando o governo nas mãos de seu enteado Álvaro Nímia Luqueni lua Vemba. Foi coroado Álvaro I, "de comum acordo", segundo algumas testemunhas.

### Casa de Coulo

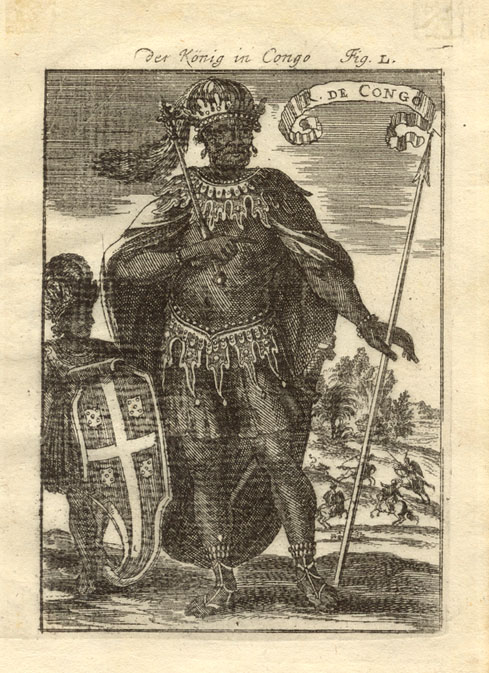
O manicongo Álvaro I, fundador da Casa de Coulo

Álvaro I subiu ao trono durante outra disputa pelo trono em 1568. Sendo natural do vale do rio Cuílo e não sendo parente de nenhum dos reis anteriores, o seu reinado marcou o início da Casa de Coulo. Certamente havia facções que se opunham a ele, embora não se saiba exatamente quem eram. Álvaro imediatamente teve que lutar contra invasores do leste (que algumas autoridades acreditam serem na verdade rebeldes dentro do país, tanto camponeses quanto nobres descontentes de facções rivais) chamados de Jagas. Para isso, decidiu contar com a ajuda dos portugueses de São Tomé, que enviaram uma expedição comandada por Francisco de Gouveia Sottomaior para ajudar. Como parte do mesmo processo, Álvaro concordou em permitir que os portugueses estabelecessem uma colônia em sua província de Luanda ao sul de seu reino. Além de permitir que os portugueses se estabelecessem no local, o Congo deu apoio aos portugueses em sua guerra contra o Reino do Dongo em 1579. O reino do Dongo estava localizado no interior a leste de Luanda e embora pelos reis do Congo já em 1535 , provavelmente nunca esteve sob uma administração direta do Estado. 
Álvaro também trabalhou duro para ocidentalizar o Congo, introduzindo gradualmente títulos de estilo europeu para seus nobres, de modo que o Muene Sundi se tornou o duque de Sundi; o Muene Bamba se tornou o duque de Bamba. O Muene Pemba tornou-se Marquês de Pemba e o Muene Soio tornou-se Conde do Soio. Ele e seu filho Álvaro II Nimi em Ancanga (coroado em 1587) deram ordens de cavalaria chamadas de Ordem de Cristo. A capital também foi rebatizada de São Salvador ou "Santo Salvador". Em 1596, os emissários de Álvaro á Roma persuadiram o Papa a reconhecer São Salvador como o centro de uma nova diocese que incluiria o Congo e o território português em Angola. No entanto, o rei de Portugal ganhou o direito de nomear os bispos para esta sé, o que se tornou uma fonte de tensão entre os dois países.
Os bispos portugueses no reino eram frequentemente favoráveis aos interesses europeus em uma época em que as relações entre o Congo e Angola eram tensas. Eles se recusaram a nomear padres, forçando o reino a confiar cada vez mais nos leigos. Documentos da época mostram que professores leigos (chamados de mestres em documentos em língua portuguesa) recebiam salários e eram nomeados pela coroa, e às vezes os reis do Congo retinham rendimentos e serviços aos bispos e seus apoiadores (uma tática chamada "excomunhão do país") . O controle das receitas era vital para os reis do Congo, uma vez que mesmo os missionários jesuítas recebiam salários do tesouro real.
Ao mesmo tempo que se desenvolvia este problema eclesiástico, os governadores de Angola começaram a alargar as suas campanhas a áreas que o Congo considerava firmemente sob a sua soberania. Isso incluía a região em torno de Nambu a Angongo, que o governador João Furtado atacou em meados da década de 1590. Outras campanhas nas proximidades levaram a denúncias por parte dos governantes do Congo contra essas violações de sua soberania.

#### Faccionalismo
Álvaro I e seu sucessor, Álvaro II, também enfrentaram problemas com rivais de facções de famílias que haviam sido deslocadas da sucessão. Para levantar apoio contra alguns inimigos, eles tiveram que fazer concessões de poder a outros. Uma das mais importantes dessas concessões foi permitir que Manuel, o Conde do Soio, ocupasse o cargo por muitos anos antes de 1591. Nesse mesmo período, Álvaro II fez uma concessão semelhante a António da Silva, o Duque de Bamba. António da Silva teve força para decidir a sucessão do reino, elegendo Bernardo II em 1614, mas afastando-o a favor de Álvaro III em 1615. Só com muito trabalho Álvaro III conseguiu colocar a sua escolha como duque de Bamba, quando António da Silva morreu em 1620, em vez de a província cair nas mãos do filho do duque. Ao mesmo tempo, porém, Álvaro III criou outro nobre poderoso e semi-independente em Manuel Jordão, que ocupou Nsundi para ele. 

### Casa de Quincanga
As tensões entre Portugal e o Congo aumentaram ainda mais à medida que os governadores da Angola portuguesa se tornaram mais agressivos. Luís Mendes de Vasconcelos, que chegou como governador em 1617, usando grupos mercenários africanos chamados Imbangala para fazer uma guerra devastadora no Dongo e, em seguida, para atacar e saquear algumas províncias do sul do Congo. Ele estava particularmente interessado na província de Cassange, uma região pantanosa que ficava ao norte de Luanda. Muitos escravos que eram deportados através de Luanda fugiam para esta região e muitas vezes recebiam refúgio, e por isso Mendes de Vasconcelos decidiu que era necessária uma ação determinada para impedir. O próximo governador de Angola, João Correia de Sousa, usou os Imbangalas para lançar uma invasão em grande escala ao sul do Congo em 1622, após a morte de Álvaro III. Correia de Sousa afirmou ter o direito de escolher o rei do Congo. Ele também não concordou com a decisão dos eleitores congoleses que escolheram Pedro II, um ex-duque de Bamba, como novo rei. Pedro II era originário do ducado de Nsundi, daí o nome da casa real que ele criou, a Casa de Quincanga (ou Casa de Sundí). Correia de Sousa afirmou ainda que D. Pedro II tinha acolhido escravos fugidos de Angola durante o governo deste último de Bamba. 

### Tensões com Portugal
A Primeira Guerra Luso-Congolesa começou em 1622, inicialmente por causa de uma campanha portuguesa contra o Reino de Cassange, que foi conduzida de forma implacável. De lá, o exército mudou-se para Nambu a Angongo, cujo governante, Pedro Afonso, foi acusado também de estar abrigando escravos fugitivos. Embora Pedro Afonso enfrentasse um exército esmagador de mais de 20 000 e ainda concordasse em devolver alguns fugitivos, o exército atacou seu país e o mataram.
Após o sucesso em Nambu a Angongo, o exército português avançou para Bamba em novembro. As forças portuguesas conquistaram a vitória na Batalha de Bumbi. Lá eles enfrentaram uma força local rapidamente reunida liderada pelo novo duque de Bamba e reforçada por forças de Pemba lideradas por seu marquês. Tanto o duque de Bamba quanto o marquês de Pemba foram mortos na batalha. Segundo relatos de Esicongo, os soldados eram canibalizados pelos aliados Imbangala dos portugueses. No entanto, Pedro II, o recém-coroado rei do Congo, trouxe o exército principal, incluindo tropas do Soio, para Bamba e derrotou decisivamente os portugueses, expulsando-os do país numa batalha travada perto de Mabanda Cassi em Janeiro de 1623. Residentes portugueses do Congo, assustados com as consequências para os seus negócios da invasão, escreveram uma carta hostil a Correia de Sousa, denunciando a sua invasão.
Após a derrota dos portugueses em Mabanda Cassi, D. Pedro II declarou Angola inimiga oficial. O rei escreveu então cartas denunciando Correia de Sousa ao Rei de Espanha e ao Papa. Enquanto isso, revoltas antiportuguesas irromperam em todo o reino e ameaçaram sua comunidade mercantil já estabelecida. Os portugueses de todo o país foram desarmados de forma humilhante e até forçados a desistir das roupas. Pedro, ansioso por não alienar a comunidade mercantil portuguesa, e ciente de que esta se mantivera geralmente leal durante a guerra, fez tudo o que pôde para preservar as suas vidas e bens, levando alguns dos seus detratores a chamá-lo de "rei dos portugueses".
Como resultado da vitória do Congo, a comunidade mercantil portuguesa de Luanda revoltou-se contra o governador, na esperança de preservar os seus laços com o rei. Apoiados pelos jesuítas, que ali também tinham acabado de recomeçar a sua missão, obrigaram João Correia de Sousa a demitir-se e a fugir do país. O governo interino que se seguiu à partida foi liderado pelo bispo de Angola. Foram muito conciliadores com o Congo e concordaram em devolver mais de mil escravos capturados por Correia de Sousa, especialmente os nobres menores capturados na Batalha de Bumbi.
Apesar das aberturas do novo governo em Angola, D. Pedro II não se esqueceu da invasão e planejou tirar os portugueses do reino. O rei enviou uma carta aos Estados Gerais holandeses propondo um ataque militar conjunto a Angola com um exército do Congo e uma frota holandesa. Ele pagaria aos holandeses com ouro, prata e marfim por seus esforços. Conforme o planejado, uma frota holandesa sob o comando do célebre almirante Piet Heyn chegou a Luanda para realizar um ataque em 1624. O plano não deu certo porque Pedro já havia morrido e seu filho Garcia Vemba Ancanga foi eleito rei. O Rei Garcia I foi mais indulgente com os portugueses e foi persuadido com sucesso pelos seus vários gestos de conciliação. Ele não estava disposto a pressionar o ataque a Angola na época, alegando que, como católico, não poderia se aliar a não católicos para atacar a cidade. 

#### Faccionalismo e retorno da Casa de Coulo
O final do primeiro quarto do século XVII assistiu a uma nova explosão da luta política do Congo. No centro do conflito havia duas casas nobres lutando pela realeza. De um lado do conflito estava a Casa de Coulo, que contava com a maioria dos reis chamados Álvaro. Eles foram expulsos pela Casa de Nsundi, da oposição, quando Pedro II foi colocado no trono por poderosas forças locais em São Salvador, provavelmente como um compromisso quando Álvaro III morreu sem um herdeiro com idade para governar.
Como potência reinante, a Casa de Quincanga trabalhou arduamente para colocar os guerrilheiros em posições de reis em todo o império. Tanto Pedro II como Garcia I conseguiram colocar Soio nas mãos do Conde Paulo, que o deteve e apoiou a Casa de Nsundi de cerca de 1625 a 1641. Entretanto, Manuel Jordão, partidário da Casa de Coulo, conseguiu forçar Garcia I fugir e colocar Ambrósio I da Casa de Coulo no trono.
O Rei Ambrósio não pôde ou não teve a decisão de remover Paulo do Soio, embora tenha acabado por remover Jordão. Depois de uma regra marcada por rumores de mobilizações de guerra e outras perturbações, uma grande rebelião na capital resultou na morte do rei por uma multidão. Ambrósio foi substituído por Álvaro IV devido a influência do duque de Bamba, Daniel da Silva. O rei Álvaro IV tinha apenas onze anos na época e era facilmente manipulado. Em 1632, Daniel da Silva encaminhou-se à capital para resgatar o sobrinho dos inimigos. Na altura, estava sob a protecção do Conde do Soio, Paulo, Álvaro Nimi a Lukeni a Nzenze a Ntumba e do seu irmão Garcia Ancanga a Luqueni. Depois de uma batalha dramática em Soio, o jovem rei foi restaurado com sucesso apenas para ser mais tarde envenenado por Álvaro V, um Quimpanzo.

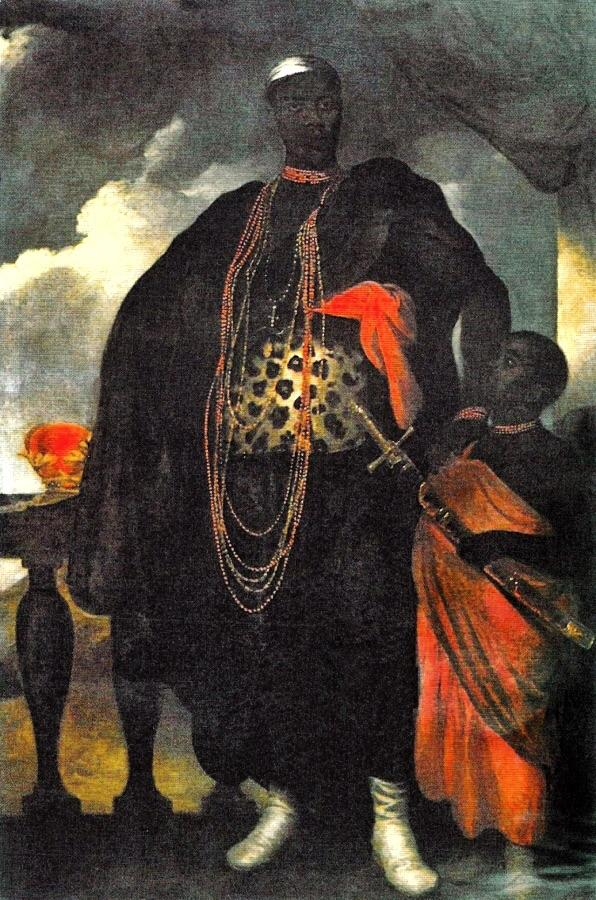
O Rei Garcia II foi um personagem decisivo no Congo do século XVII

#### Invasões Holandesas
Em 1641, os holandeses invadiram Angola e capturaram Luanda, após uma luta quase sangrenta. Procuraram imediatamente renovar a sua aliança com o Congo, que teve um início falso em 1624, quando Garcia I se recusou a apoiar um ataque holandês a Luanda. Embora as relações entre São Salvador e Luanda não fossem calorosas, as duas comunidades tinham gozado de uma paz fácil, devido às distrações internas da primeira, e da guerra da segunda contra o Reino da Matamba. No mesmo ano da expulsão portuguesa de Luanda, o Congo celebrou um acordo formal com o novo governo e concordou em fornecer assistência militar conforme necessário. Garcia II expulsou quase todos os mercadores portugueses e luso-africanos do seu reino. A colônia de Angola foi declarados aliados mais uma vez, e o duque de Bamba foi enviado com um exército para ajudar os holandeses. Os holandeses também forneceram ao Congo assistência militar, em troca de pagamento em escravos.
Em 1642, os holandeses enviaram tropas para ajudar Garcia II a conter uma revolta de povos do distrito do sul na região de Dembos. O governo rapidamente reprimiu a rebelião de Nsala, reafirmando a aliança Congo-Holandesa. O rei Garcia II pagou aos holandeses por seus serviços em escravos tirados das fileiras dos rebeldes Dembos. Esses escravos foram enviados para Pernambuco, Brasil, onde os holandeses haviam conquistado uma parte da região produtora de açúcar portuguesa. Uma força holandesa do Congo atacou bases portuguesas no rio Bengo em 1643 em retaliação ao assédio português. Os holandeses capturaram posições portuguesas e forçaram seus rivais a se retirarem para os fortes no rio Cuanza em Muxima e Massangano. Após esta vitória, os holandeses mais uma vez parecem perder o interesse em conquistar a colônia de Angola.
Como na conquista de Pernambuco, a Companhia Holandesa das Índias Ocidentais se contentou em permitir que os portugueses permanecessem no interior. Os holandeses procuraram poupar-se das despesas da guerra e, em vez disso, confiaram no controle da navegação para lucrar com a colônia. Assim, para desgosto de Garcia, portugueses e holandeses assinaram um tratado de paz em 1643, encerrando a breve, embora bem-sucedida guerra. Com os portugueses fora do caminho e o fim da perseguição holandesa às tropas, Garcia II pôde finalmente voltar a sua atenção para a crescente ameaça representada pelo conde do Soio. 

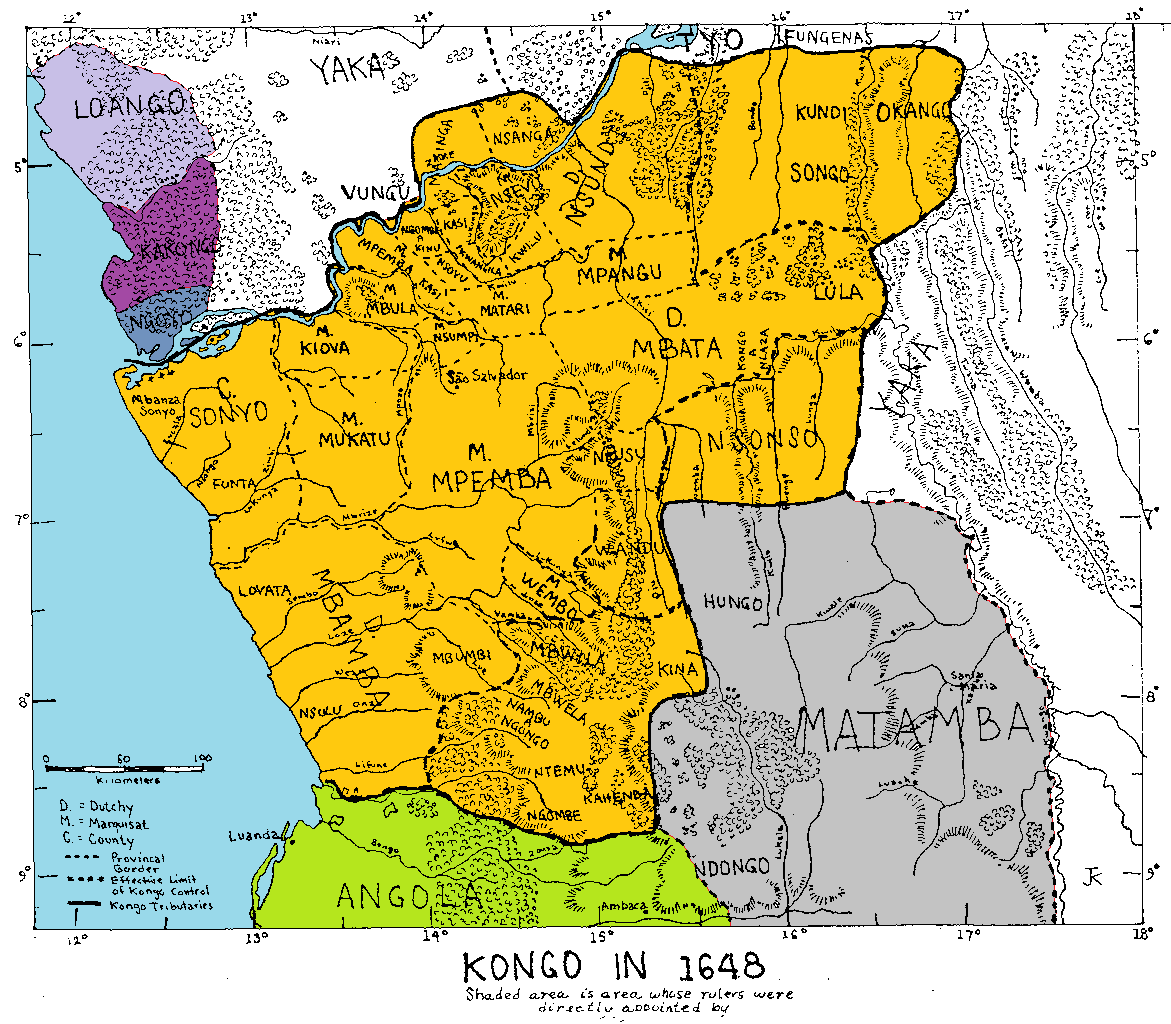
Mapa do Congo em 1648

#### Primeira Guerra Civil do Congo
Embora Garcia ficasse desapontado com o facto de a sua aliança com os holandeses não poder expulsar os portugueses, libertou-o para voltar a atenção para a crescente ameaça representada pelo conde do Soio. Os Condes do Soio eram inicialmente partidários fortes da Casa de Quincanga e da sua sucessora, a Casa de Quinzala. O Conde Paulo ajudou na ascensão do Quinzala ao poder. No entanto, Paulo morreu quase ao mesmo tempo que Garcia se tornou rei em 1641. Um conde rival, Daniel da Silva, da Casa de Coulo, assumiu o controle do condado como partidário da facção Quimpanzo recém-formada. Ele alegaria que Soio tinha o direito de escolher seu próprio governante, embora Garcia nunca aceitasse essa afirmação e passasse grande parte da primeira parte de seu reinado lutando contra ela.
Em 1645, Garcia II enviou uma força contra Daniel da Silva sob o comando de seu filho, Afonso. A campanha foi um fracasso, devido à incapacidade do Congo de tomar a posição fortificada do Soio em Mfinda Ngula. Pior ainda, Afonso foi capturado na batalha, forçando Garcia a iniciar negociações humilhantes com o conde para reconquistar a liberdade do filho. Missionários capuchinhos italianos recém-chegados ao Soio, no rescaldo da batalha, ajudaram nas negociações. Em 1646, Garcia enviou uma segunda força militar contra o Soio, mas as suas forças foram novamente derrotadas. Como Garcia estava tão decidido a subjugar o Soio, ele não conseguiu fazer um esforço militar completo para ajudar os holandeses na guerra contra Portugal. 

#### A Reconquista Portuguesa de Luanda
Os holandeses estavam convencidos de que poderiam evitar comprometer suas forças em novas guerras. A rainha Ginga tinha sido ativa contra os portugueses, e os holandeses se sentiam seguros. Quando os reforços portugueses conseguiram derrotá-la em Cavanga em 1646, os holandeses se sentiram obrigados a ser mais agressivos. Os holandeses convenceram Congo a se juntar a eles e à rainha Nzinga em outra aventura contra os portugueses. Em 1647, as tropas do Congo participaram na Batalha de Combi, onde derrotaram solidamente o exército de campanha português, depois de os obrigar a lutar defensivamente.
Um ano depois, os reforços portugueses do Brasil forçaram os holandeses a renderem Luanda e se retirarem de Angola em 1648. O novo governador português, Salvador de Sá, buscou um acordo com Congo, exigindo a Ilha de Luanda, a fonte do suprimento de dinheiro do reino em conchas de nzimbu. Embora nem o Congo nem Angola tenham jamais ratificado o tratado, enviado ao rei em 1649, os portugueses ganharam de fato o controle da ilha. A guerra resultou na perda dos holandeses de suas reivindicações na África Central, Nzinga sendo forçado a voltar para Matamba, os portugueses restaurados à sua posição costeira. O Congo não perdeu ou ganhou nada, exceto a indenização paga por Garcia, que pôs fim às hostilidades entre as duas potências rivais. O rei Garcia II, depois de permitir que os portugueses obtivessem o controle da Ilha de Luanda, trocou a moeda do reino por tecido de ráfia, aparentemente negando os ganhos portugueses.
Batalha de Ambuíla
Portugal começou a pressionar os vassalos do sul do Congo, especialmente o país de Ambuíla, após a restauração portuguesa em Luanda. Ambuíla, um vassalo nominal do Congo, também assinou um tratado de vassalagem com Portugal em 1619. No período intermediário dividiu a sua lealdade entre a Colônia e o Congo. Embora os portugueses frequentemente atacassem Ambuíla, eles nunca o colocaram sob sua autoridade.
O Congo começou a trabalhar no sentido de uma aliança espanhola, especialmente após a sucessão de António I como rei em 1660. Embora não seja claro que atividades diplomáticas ele exerceu com a própria Espanha, os portugueses acreditavam claramente que ele esperava repetir a invasão holandesa, desta vez com os assistência da Espanha. António enviou emissários para a região dos Dembos e para Matamba e Ambuíla, na tentativa de formar uma nova aliança anti-portuguesa. Os portugueses foram incomodados, além disso, pelo apoio do Congo de escravos fugitivos, que migraram para o sul do Congo durante a década de 1650. Ao mesmo tempo, os portugueses avançavam em sua própria agenda para Ambuíla, que reivindicavam como vassalo. Em 1665, ambos os lados invadiram Ambuíla, e seus exércitos rivais se encontraram em Ulanga, no vale abaixo de M'Banza Ambuíla, capital do distrito.
Na Batalha de Ambuíla em 1665, as forças portuguesas de Angola tiveram a sua primeira vitória contra o reino do Congo desde 1622. Derrotaram as forças comandadas por António I matando-o e muitos dos seus cortesãos, bem como o padre capuchinho luso-africano Manuel Roboredo (também conhecido pelo nome de claustro de Francisco de São Salvador), que tinha tentado impedir esta guerra final.

### Segunda Guerra Civil do Congo
Após a batalha, não houve uma sucessão clara. O país foi dividido entre pretendentes rivais ao trono. As duas facções, Quimpanzo e Quinzala, endureceram e dividiram o país entre si. Os fingidos ascenderiam ao trono e então seriam expulsos. O período foi marcado pelo aumento da venda de escravos congos através do Atlântico, pelo enfraquecimento da monarquia congolesa e pelo fortalecimento do Soio.
Durante este caos, o Congo foi sendo cada vez mais manipulado pelo Soio. Num acto de desespero, a autoridade central do Congo apelou a Luanda para atacar o Soio em troca de várias concessões. Os portugueses invadiram o condado do Soio em 1670. Não tiveram mais sucesso do que Garcia II, sendo derrotado pelas forças do Soio na Batalha de Quitombo em 18 de outubro de 1670. O reino do Congo permaneceria completamente independente, embora ainda envolvido em guerra civil, graças à própria força (coloniais portugueses) que lutou tanto para destruir. Esta derrota portuguesa foi suficientemente retumbante para acabar com todas as ambições portuguesas na esfera de influência do Congo, até ao final do século XIX.
As batalhas entre Quimpanzos e Quinzalas continuaram mergulhando o reino em um caos desconhecido há séculos. As lutas entre as duas linhagens levaram ao saque de São Salvador em 1678. Ironicamente, a capital construída pelo pacto de Pemba e Bata foi totalmente queimada, não pelos portugueses ou por nações africanas rivais, mas pelos próprios herdeiros. A cidade e o interior ao redor de São Salvador ficaram despovoados. A população dispersou-se nas fortalezas dos reis rivais no topo da montanha. Eram a serra de Quibango a leste da capital e a fortaleza das Águas Rosadas, linha fundada na década de 1680 pelos descendentes de Quinlaza e Quimpanzo, a região de Mbula, ou Lemba onde governou uma linha fundada pelo pretendente a Quinlaza, Pedro III ; e Lovota, um distrito no sul do Soio que abrigava uma linhagem Quimpanzo cuja cabeça era Dona Suzana da Nóbrega. Finalmente, Dona Ana Afonso de Leão fundou o seu próprio centro no rio Ambidizi em Incondo e guiou os seus parentes mais novos para reclamarem o país, ao mesmo tempo que procurava reconciliar as facções hostis.
Neste ínterim, no entanto, dezenas de milhares de fugitivos do conflito ou apanhados nas batalhas foram vendidos como escravos a comerciantes de escravos europeus todos os anos. Um riacho humano conduzia ao norte para Loango, cujos mercadores, conhecidos como Vili (Mubires no período) os transportavam principalmente para os mercadores com destino à América do Norte e Caribe, e outros foram levados ao sul para Luanda, onde foram vendidos a mercadores portugueses com destino a Brasil. No final do século XVII, várias guerras longas e intervenções dos agora independentes Condes do Soio (que se remodelaram como Príncipes) que puseram fim à idade de ouro do Congo. 

#### Decadência e restabelecimento
Por quase quarenta anos, o reino do Congo mergulhou na guerra civil. Com São Salvador em ruínas, as casas rivais recuaram para bases em Mbula (também conhecida como Lemba) e Quibango. Em meio a essa crise, uma jovem chamada Dona Quimpa Vita apareceu alegando estar possuída pelo espírito de Santo Antônio. Ela tentou ganhar reconhecimento para a reunificação do país. A princípio, em 1704, tentou com D. Pedro IV Nusamu um Vemba que governava de Quibango, a leste da antiga capital. Quando ele a rejeitou, ela foi até seu rival João II Zuzi a Tamba, em sua montanha fortificada de Lemba (também conhecida como Mbula), ao sul do rio Congo. Depois de ser expulsa de lá, ela decidiu chamar seus seguidores para reocupar a capital com ela. Milhares vieram e a cidade foi repovoada. À medida que se tornou mais uma atriz política, envolveu-se na rivalidade entre os reis, optando por eleger o comandante do exército Quibango Pedro Constantino da Silva como novo rei, em detrimento de Pedro IV. No entanto, ela foi capturada pouco depois pelos partidários de Pedro IV, julgada, condenada por feitiçaria e heresia e queimada em julho de 1706. O movimento continuou no controle de São Salvador, até que o exército de Pedro IV a invadiu em 1709, conseguindo por reunificar o país. 

### Séculos XVIII e XIX

Congo em 1701

Nos séculos XVIII e XIX, os artistas do Congo começaram a fazer crucifixos e outros objetos religiosos que retratavam Jesus como um africano. Tais objetos produzidos por muitos oficinas durante um longo período (dada a sua variedade) refletem a crença emergente de que o Congo foi uma parte central do mundo cristão e fundamental para sua história. Uma história do século XVIII é que a catedral parcialmente arruinada de São Salvador, originalmente construída para os jesuítas em 1549 e posteriormente elevada à categoria de catedral, foi construída da noite para o dia por anjos. Era carinhosamente chamado de Culumbimbi. O Papa João Paulo II acabaria celebrando a missa nesta catedral em 1992.
Manuel II o Congo sucedeu a Pedro IV em 1718. Manuel II governou um reino restaurado e inquieto até à sua morte em 1743. No entanto, o estatuto provincial do Soio no reino, nominal durante anos, limitou o poder de Manuel. Sundí, ao norte, também se tornou parcialmente independente, embora ainda afirme ser parte do reino maior e permanentemente governado por uma família Quimpanzo. Mesmo nas porções restantes do reino, ainda havia rivalidades poderosas e violentas. Pelo menos uma grande guerra ocorreu na década de 1730 na província de Bamba. O sucessor de Pedro IV, Garcia IV Nkanga a Mvandu, governou de 1743 a 1752. A restauração de Pedro IV exigiu que seu sucessor fosse membro de um ramo da facção Quinzala residente em Matadi que jurou lealdade a Pedro IV em 1716. Outros ramos Quinzala se desenvolveram no a norte, em Lemba e Matari, e a sul ao longo do rio Ambidizi em terras governadas por D. Ana Afonso de Leão. As terras de Ana Afonso de Leão passaram a ser chamadas de "Terras da Rainha".
O sistema de sucessão alternada ruiu em 1764, quando Álvaro XI, um Quinzala, expulsou o usurpador rei Quimpanzo Pedro V (o primeiro a ter este título) e assumiu o trono. Pedro e seu sucessor em Lovata mantiveram um tribunal separado no Sembo e nunca reconheceram a usurpação. Um regente do sucessor de Pedro reivindicou o trono no início da década de 1780 e pressionou suas reivindicações contra José I, um Quinzala do ramo do Vale do Ambidizi da família real. José venceu o confronto e lutou em São Salvador em 1781, uma batalha massiva envolvendo 30.000 soldados apenas ao lado de José. Para mostrar seu desprezo pelo rival derrotado, José se recusou a permitir que os soldados da outra facção recebessem um enterro cristão. O poder de José era limitado, pois ele não tinha domínio sobre as terras controladas pela facção Quinlaza de Lemba e Matari, embora fossem tecnicamente da mesma família, e ele não seguiu sua vitória para estender sua autoridade sobre as terras Quimpanzo ao redor de Lovota. Ao mesmo tempo, as terras ao redor do monte Quibango, base original de Pedro IV, eram controladas - como durante todo o século XVIII - por membros da família Água Rosada, que afirmavam ser descendentes de Quimpanzos e Quinzalas.
José governou até 1785, quando entregou o poder a seu irmão Afonso V (1785–87). O breve reinado de Afonso terminou com sua morte repentina, supostamente por envenenamento. Uma luta confusa estourou após a morte de Afonso. Em 1794, o trono acabou nas mãos de Henrique II, um homem de casa desconhecida, que arranjou três partidos para dividir a sucessão. Garcia V revogou o acordo, proclamando-se rei em 1805. Ele governou até 1830. André II, que seguiu Garcia V, parecia ter restaurado as reivindicações rotacionais mais antigas, visto que era do ramo norte de Quinzala, cuja capital havia se mudado de Matadi para Mangá. André governou até 1842 quando Henrique III, do ramo sul (Vale do Ambidizi) da mesma família, o derrubou. André, no entanto, não aceitou seu destino e retirou-se com seus seguidores para M'Banza Puto, uma aldeia logo além da orla de São Salvador, onde ele e seus descendentes mantiveram suas reivindicações. O rei Henrique II, que chegou ao poder após a derrubada de André II, governou o Congo de 1842 até sua morte em 1857.

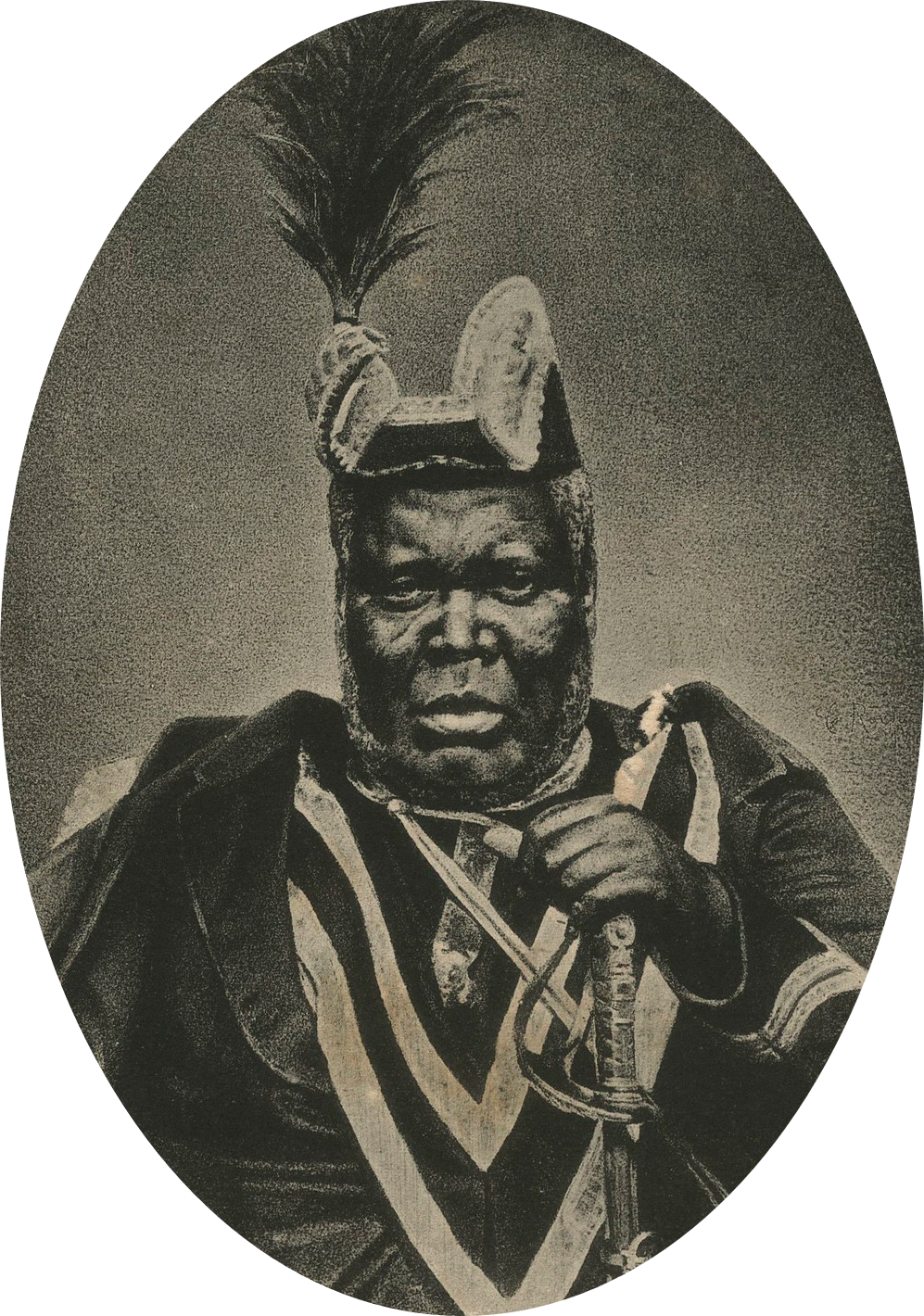
Pedro VI foi um dos últimos reis do Congo, assinando um tratado de vassalagem com Portugal em 1888

Em 1839, o governo português, agindo sob pressão britânica, aboliu o comércio de escravos ao sul do equador que tanto prejudicara a África Central. O tráfico de pessoas continuou até meados da década de 1920, primeiro como comércio ilegal de escravos, depois como mão de obra contratada. Um comércio de commodities, inicialmente focado em marfim e cera, mas crescendo gradualmente para incluir amendoim e borracha, substituiu o comércio de escravos. Este comércio revolucionou as economias e, eventualmente, a política de toda a África Central. No lugar do comércio de escravos, em grande parte sob o controle das autoridades estaduais, milhares, e eventualmente centenas de milhares, de plebeus começaram a transportar mercadorias do interior para os portos costeiros. Essas pessoas conseguiram compartilhar a riqueza do novo comércio e, como resultado, pessoas conectadas comercialmente construíram novas aldeias e desafiaram as autoridades.
Durante este período, a estrutura social também mudou. Novas organizações sociais, makanda, surgiram. Esses makanda, nominalmente clãs descendentes de ancestrais comuns, eram tanto associações comerciais quanto unidades familiares. Estes clãs fundaram cadeias de aldeias ligadas por parentesco fictício ao longo das rotas comerciais, de Boma ou da costa do Soio á São Salvador e depois para o interior. Uma nova tradição oral sobre o fundador do reino, muitas vezes considerado Afonso I, descreveu o reino como originário quando o rei fez com que os clãs se dispersassem em todas as direções. As histórias desses clãs, geralmente descrevendo as viagens de seu fundador e seus seguidores desde um ponto de origem até suas aldeias finais, substituíram em muitas áreas a história do próprio reino.
Apesar das rivalidades violentas e da fragmentação do reino, ele continuou a existir de forma independente até o século XIX. A ascensão dos clãs tornou-se notável na década de 1850, no final do reinado de Henrique III. Em 1855 ou 1856, dois reis em potencial surgiram para contestar a sucessão após sua morte. Álvaro Ndongo, um Quimpanzo, reivindicou o trono em nome da facção Quinzala de Matari, ignorando a existência do grupo de André em M'Banza Puto, que se autodenominava Álvaro XIII; enquanto Pedro Elelo reivindicou o trono em nome da facção do Vale do Ambidizi dos Quinzala, de uma base em Bembe. Pedro acabou vencendo uma longa luta militar, graças à solicitação de ajuda portuguesa, e com a ajuda deles seus soldados derrotaram Álvaro em 1859. Como André II, Álvaro XIII não aceitou a derrota e estabeleceu sua própria base em Nkunga, não muito longe de São Salvador. O apoio português que colocou Pedro Elelo no trono teve um preço, pois quando foi coroado Pedro VI, ele também havia jurado um tratado de vassalagem para Portugal. Portugal ganhou assim autoridade nominal sobre o Congo, quando Pedro assumiu o controle dele em 1859, e até construiu um forte em São Salvador para abrigar uma guarnição.
Em 1866, alegando custos excessivos, o governo português retirou sua guarnição. Pedro foi capaz de continuar seu governo, no entanto, embora enfrentasse rivalidade crescente de magnatas do comércio baseados em clãs, que drenaram sua autoridade de grande parte do país. O mais perigoso deles era Garcia Mbwaka Matu, da cidade de Makuta. Esta cidade havia sido fundada por um homem chamado Cuvo, que provavelmente obtinha sua riqueza através do comércio, já que ele e Garcia controlavam muito os mercados. Embora este tenha sido um grande desafio na década de 1870, após a morte de Garcia em 1880, Makuta tornou-se menos problemático.
Na Conferência de Berlim em 1884-1885, as potências européias dividiram a maior parte da África Central entre si. Portugal reivindicou a parte do que restou do Congo independente; no entanto, Portugal não estava então em condições de fazer uma "ocupação efetiva". O rei Pedro VI continuou a governar até sua morte em 1891, e foi capaz de usar os portugueses para fortalecer seu controle. Em 1888, ele reafirmou voluntariamente a posição do Congo como um estado vassalo português. Depois de uma revolta contra os portugueses em 1914, Portugal declarou a abolição do reino do Congo, do qual o governante na época era Manuel III, pondo fim ao domínio nativo e substituindo-o pelo domínio colonial direto. No entanto, de acordo com o Almanach de Bruxelles, uma série de reis titulares continuou usando o título até 1962, quando uma disputa pela sucessão começou. Em 1975 com a independência de Angola, foi instaurado um Estado socialista e os títulos foram oficialmente abolidos. 

## Estrutura Militar
O exército do reino consistia em uma leva em massa de arqueiros, oriundos da população masculina em geral, e um corpo menor de infantaria pesada, que lutava com espadas e carregava escudos para proteção. Os documentos portugueses normalmente se referiam à infantaria pesada, considerada nobre, como fidalgos nos documentos. O porte de escudo também era importante, como os documentos portugueses costumam chamar a infantaria pesada de adargueiros (porta-escudos). Há evidências fracas que sugerem que as atribuições de receita as pagaram e sustentaram. Um grande número, talvez até 20 000, ficou na capital. Contingentes menores viviam nas principais províncias sob o comando de governantes provinciais.
Depois de 1600, a guerra civil tornou-se muito mais comum do que a guerra entre estados. O governo instituiu um recrutamento para toda a população durante a guerra, mas apenas um número limitado realmente serviu. Muitos que não carregavam armas carregavam bagagem e suprimentos. Milhares de mulheres apoiaram exércitos em movimento. Os administradores esperavam que os soldados tivessem comida para duas semanas ao se apresentarem para o serviço de campanha. As dificuldades logísticas provavelmente limitaram tanto o tamanho dos exércitos quanto sua capacidade de operar por longos períodos. Algumas fontes portuguesas sugeriram que o rei do Congo destacou exércitos de até 70 000 soldados para a Batalha de Ambuíla em 1665, mas é improvável que exércitos com mais de 20-30 000 soldados pudessem ser reunidos para campanhas militares.
As tropas foram mobilizadas e revistas no dia de São Tiago, 25 de julho, altura em que também foram recolhidos impostos. Súditos festejados nesta data em homenagem a São Tiago e Afonso I, cuja milagrosa vitória sobre o seu irmão em 1509 foi o principal significado da festa no Congo.
Quando os portugueses chegaram ao Congo, foram imediatamente adicionados como uma força mercenária, provavelmente sob o seu próprio comandante, e usaram armas de uso especial, como bestas e mosquetes, para adicionar força à ordem normal de batalha do Congo. Seu impacto inicial foi silenciado; Afonso reclamou em uma carta de 1514 que eles não foram muito eficazes na guerra que ele travou contra Munza, um rebelde Mbundu, no ano anterior. Na década de 1580, porém, um corpo de mosqueteiros, criado localmente com portugueses residentes e seus descendentes mestiços (mestiços), fazia parte regular do exército principal do Congo na capital. Os exércitos provinciais tinham alguns mosqueteiros; por exemplo, serviram contra o exército invasor português em 1622. Trezentos e sessenta mosqueteiros serviram no exército do Congo contra os portugueses na Batalha de Ambuíla. 

## Estrutura Política

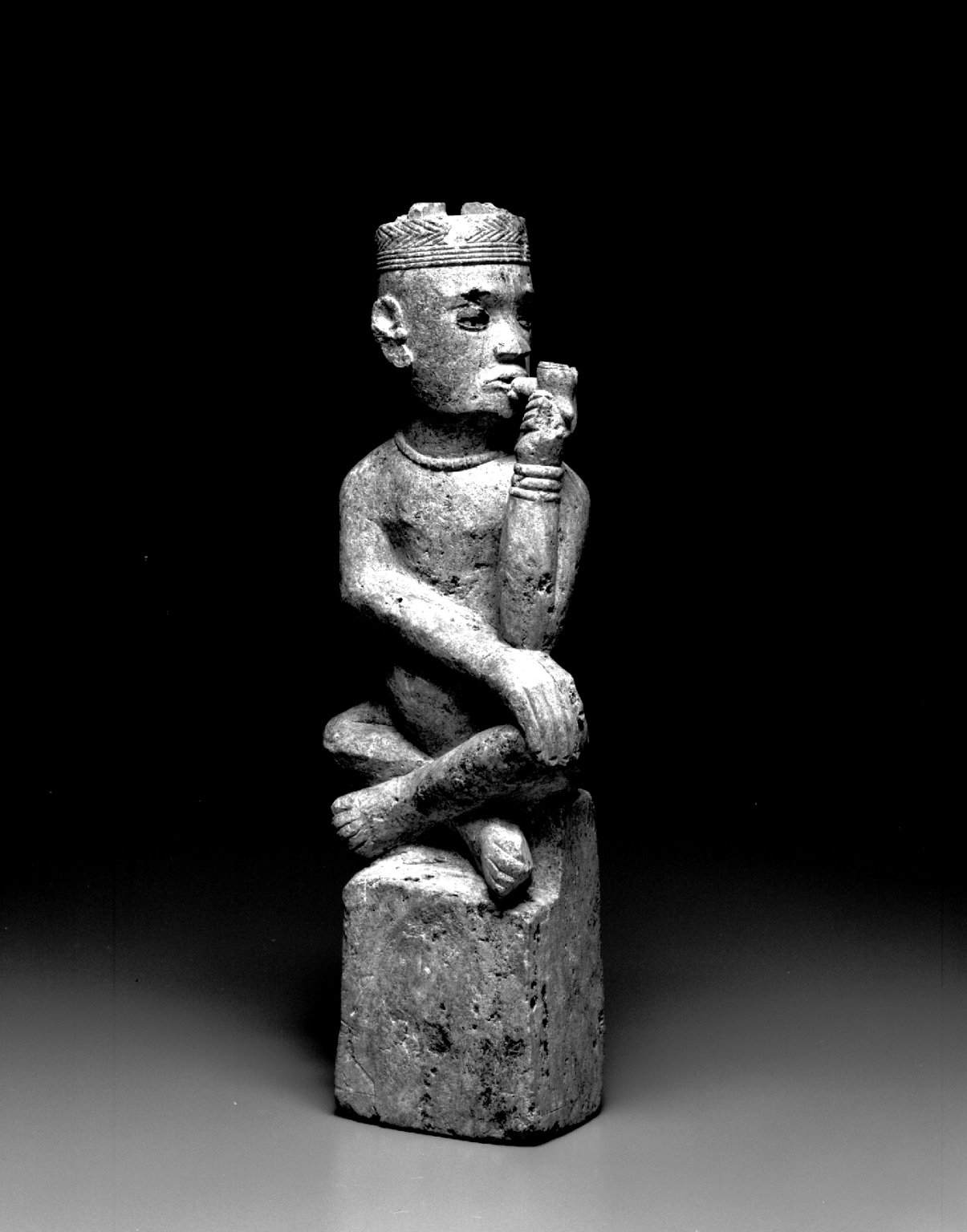
Congo (Boma). Marcador de sepultura do século XIX (Tumba). os congos colocavam figuras de pedras nas tumba nas sepulturas de pessoas poderosas. Seu boné (mpu) com quatro dentes de leopardo, o colar de contas e a pulseira (nlunga) o identificam como um chefe. O termo tumba vem da antiga palavra portuguesa para "tumba" - este gênero pode ter sido inspirado em túmulos monumentos de mercadores europeus e missionários nos cemitérios do Congo. Museu do Brooklyn

A aldeia vata, referida como lubatas nos documentos do Congo e pelos portugueses no século XVI, serviu como unidade social básica do Congo depois da família. 
As kanda são famílias, grupos de descendência matrilinear, que legitimavam o controle sobre a terra. Quando ocorriam concentrações dessa terra, o poder tornava-se bastante hierárquico e concentrava-se nas mãos de um chefe.  Nkuluntu, ou mocolunto para os portugueses, chefes dirigiam as aldeias. De cem a duzentos cidadãos por aldeia migraram a cada dez anos para acomodar a exaustão do solo. A propriedade comunal da terra e as fazendas coletivas produziram colheitas divididas pelas famílias de acordo com o número de pessoas por família. O nkuluntu recebeu um prêmio especial da colheita antes da divisão.
As aldeias foram agrupadas em wene, pequenos estados, liderados por awene (plural de muene) ou mani para os portugueses. Os awene viviam em M'Banza, vilas maiores ou pequenas cidades com algo entre 1 000 e 5 000 cidadãos. A alta nobreza normalmente escolhia esses líderes. O rei também nomeou funcionáriosn de nível inferior para servir, geralmente por mandatos de três anos, auxiliando-o no clientelismo.
Várias províncias constituíam as divisões administrativas superiores do Congo, com alguns dos estados maiores e mais complexos, como Bamba, divididos em vários números de subprovíncias, que a administração subdividiu posteriormente. O rei nomeou Muene Bamba, duque de Bamba após a década de 1590. O rei tinha tecnicamente o poder de demitir Muene Bamba, mas a complexa situação política limitava o exercício do poder pelo rei. Quando a administração distribuiu títulos de estilo europeu, grandes distritos como Bamba e Nsundi tornaram-se ducados. A administração fez outros menores, como Pemba, Mpangu ou uma série de territórios ao norte da capital), marcas. Soio, uma província complexa na costa, tornou-se um "Condado", assim como Nkusu, um estado menor e menos complexo a leste da capital.
Famílias hereditárias controlavam algumas províncias, mais notavelmente o Ducado de Mbata e o Condado de Nkusu, por meio de seus cargos como funcionários designados pelo rei. No caso de Mbata, a origem do reino como uma aliança produziu esse poder, exercido pelo Nsaku Lau. No século XVII, as manobras políticas também fizeram com que algumas províncias, nomeadamente o Soio, mas ocasionalmente Bamba, fossem detidas por longos períodos pela mesma pessoa. Os governos provinciais ainda pagavam tributo à coroa e seus governantes respondiam perante a capital para prestar contas.
O reino do Congo era constituído por um grande número de províncias. Várias fontes listam de seis a quinze como as principais. A descrição de Duarte Lopes, com base na sua experiência ali no final do século XVI, identifica seis províncias como as mais importantes. Eram Nsundi no nordeste, Ampangu no centro, Mbata no sudeste, Soio no sudoeste e duas províncias do sul de Bamba e Pemba.
O rei do Congo também detinha vários reinos em vassalagem pelo menos nominal. Estes incluíam os reinos de Cacongo, Angoio e Vungu ao norte do Congo. Os títulos reais, elaborados pela primeira vez por Afonso em 1512, denominavam o governante de "Rei do Congo e Senhor dos Ambundos" e, posteriormente, os títulos listavam uma série de outros condados sobre os quais também governava como "rei". Os reinos ambundos incluíam Dongo (às vezes erroneamente mencionado como "Angola"), Quissama e Matamba. Todos esses reinos estavam ao sul do Congo e muito mais distantes da influência cultural do rei do que os reinos do norte. Reinos orientais ainda posteriores, como o Congo dia Nlaza, também foram mencionados nos títulos do governante.
Em alguns casos, mulheres governaram pequenos territórios, embora nenhuma possua um título provincial importante antes do final do século XVII. O padre capuchinho Giovanni Antonio Cavazzi, que visitou o Congo em 1663-4, registrou que acreditava que tais nomeações femininas não eram incomuns. Segundo ele, se tal mulher fosse solteira, ela poderia escolher um homem para ser seu marido, e ele seria respeitado como tal por todos. 
No século seguinte, as mulheres tornaram-se muitas mais abertas em suas expressões de poder. Não se sabe o porquê dessa mudança. Cherubino da Savona descreveu o Congo em 1760 como um império onde vários reinos eram governados por mulheres. 
Conselho Real
O Reino do Congo era governado em concerto pelo manicongo e pelo conselho real conhecido como ne mbanda-mbanda, traduzindo aproximadamente como "o topo do topo". Era composta por doze membros divididos em três grupos. Um grupo era de burocratas, outro de eleitores e um último de matronas. Altos funcionários escolheram o manicongo ou rei que serviu por toda a vida após sua escolha. Os eleitores variam com o tempo e provavelmente nunca houve uma lista completamente fixa; em vez disso, altos funcionários que exerceram o poder o fizeram. Muitos reis tentaram escolher seu sucessor, nem sempre com sucesso. Um dos problemas centrais da história do Congo foi a sucessão de poder e, como resultado, o país foi perturbado por muitas rebeliões e revoltas.
Postos burocráticos
Estes quatro cargos não eleitos eram compostos por Muene Lumbo (senhor do palácio / mordomo), Mfila Ntu (conselheiro / primeiro ministro de maior confiança), Muene Vangu-Vangu (senhor dos feitos ou ações / juiz supremo, especialmente em casos de adultério), e Muene Bampa (tesoureiro). Esses quatro são todos indicados pelo rei e têm grande influência nas operações do dia-a-dia da corte.
Eleitores
Outros quatro conselheiros trabalharam para eleger o rei e também homens para cargos importantes. Os eleitores são compostos pelo Muene Vunda (senhor de Vunda, um pequeno território ao norte da capital com obrigações principalmente religiosas que lidera os eleitores) o Muene Bata (senhor da província de Mbata diretamente a leste da capital e administrado pelo Nsaka Lau kanda que fornece a grande esposa do rei), Muene Soio (senhor da província do Soio a oeste da capital e historicamente a província mais rica por ser o único porto e ter acesso ao sal), e um quarto eleitor, provavelmente o Muene Bamba (senhor da província de Bamba ao sul da capital e capitão-geral dos exércitos). O Muene Vunda foi nomeado pelo rei do Nsaku ne Vunda kanda. O Muene Bata foi confirmado nominalmente pelo rei do Nsaku Lau kanda. A Muene Soio foi nomeada pelo rei do Kanda Da Silva. O Muene Bamba era nomeado pelo rei de qualquer lugar que ele desejasse, mas geralmente tinha uma relação familiar próxima. Esses quatro homens elegeram o rei, enquanto Muene Vunda e Muene Bata desempenharam papéis cruciais na coroação.
Matronas
Por último, o conselho contava com quatro mulheres com grande influência no conselho. Eles eram liderados pela Muene Zimba Pungo, uma rainha-mãe, geralmente sendo a tia paterna do rei. A segunda mulher mais poderosa era a Muene Banda, a grande esposa do rei, escolhida entre os Nsaku Lau kanda. Os outros dois cargos foram dados às próximas mulheres mais importantes no reino, sendo rainhas viúvas ou matriarcas de ex-governantes.
Estas muitas vezes possuíam alta renda e posição, por vezes exercendo grande influência na política, outras vezes com essa influência praticamente inexistente. Em alguns casos eram figuras de grande autoridade, sendo até conhecidas como matronas, sua opinião e pedidos eram levados em conta, o que definia aspectos políticos da relação interna do Congo e do Congo com Portugal. Em registros, reconhecem-se suas posições de mães, de conselheiras, ou sua piedade e devoção. 

## Estrutura Económica
A moeda universal no Congo e em quase toda a África Central era a concha de Olivella nana, um caracol marinho, conhecido localmente como nzimbu. Cem nzimbu podiam comprar uma galinha; 300 uma enxada de jardim e 2 000 uma cabra. Os escravos, que sempre fizeram parte da economia do Congo, mas aumentaram no comércio depois do contato com Portugal, também foram comprados em zimbu. Uma escrava podia ser comprada (ou vendida) por 20 000 nzimbu e um escravo por 30 000. As conchas de Nzimbu foram recolhidas na ilha de Luanda e mantidas como monopólio real. As conchas menores foram filtradas para que apenas as conchas grandes entrassem no mercado como moeda. O Congo não trocaria por ouro ou prata, mas as conchas de nzimbu, muitas vezes colocadas em potes em incrementos especiais, podiam comprar qualquer coisa. Os "potes de dinheiro" do Congo continham incrementos de 40, 100, 250, 400 e 500. Para compras especialmente grandes, havia unidades padronizadas como um funda (1 000 cascas grandes), Lufucu (10 000 cascas grandes) e um cofo (20 000 grandes cartuchos).
A administração do Congo considerava suas terras como renda, transferência de receita. O governo do Congo cobrava um imposto monetário por cabeça para cada aldeão, que pode muito bem ter sido pago em espécie, formando a base para as finanças do reino. O rei concedeu títulos e renda com base neste imposto por pessoa. Os titulares se reportavam anualmente ao tribunal de seu superior para avaliação e renovação.
Os governadores provinciais pagavam uma parte das declarações de impostos de suas províncias ao rei. Os visitantes holandeses do Congo na década de 1640 relataram essa receita como vinte milhões de conchas de nzimbu. Além disso, a coroa coletava seus próprios impostos e taxas especiais, incluindo pedágios sobre o comércio substancial que passava pelo reino, especialmente o lucrativo comércio de tecidos entre a grande região produtora de tecidos dos "Sete Reinos do Congo dia Nlaza", o leste regiões denominadas "Momboares" ou "Os Sete" em quicongo, e o litoral, especialmente a colónia portuguesa de Luanda.
As receitas da coroa sustentavam a igreja, pagas por atribuições de receitas baseadas na renda real. Por exemplo, Pedro II (r. 1622–1624) detalhou as finanças de sua capela real, especificando que as receitas de várias propriedades e rendas provinciais a sustentariam. Taxas de batismo e sepultamento também financiaram as igrejas locais.
Quando o rei Garcia II, capitulou ante os portugueses, cedendo-lhes a ilha de Luanda e a sua pesca no tratado de 1649 (posteriormente emendado e ratificado em 1651), tendo-se comprometido a pagar ao Reino de Portugal um tributo anual, aproveitou o ensejo e trocou a moeda do reino pelo libongo de ráfia. O pano era "do tamanho de um guardanapo" e chamado mpusu ou libongo.

## Arte do Reino do Congo
Os povos do Congo estão divididos em muitos subgrupos, incluindo Iombe, Beembe, Sundi e outros, mas compartilham uma língua comum, Quicongo. Esses grupos têm muitas semelhanças culturais, incluindo que todos eles produzem uma grande variedade de arte escultural. A característica mais notável do estilo figurativo desta região é o naturalismo relativo da representação de humanos e animais. "A musculatura do rosto e do corpo é cuidadosamente reproduzida, e grande atenção é dada aos itens de adorno pessoal e escarificação. Grande parte da arte da região foi produzida para líderes sociais e políticos como o rei do Congo." 

## Estrutura Social

#### Organização matrilinear, famílias e mulheres
Os grupos Bantu centrais que compunham a maior parte do reino do Congo passaram ao status por sucessão matrilinear. Além disso, as mulheres no grupo de reinos que em várias épocas foram províncias do reino do Congo podem ter papéis importantes no governo e na guerra. 
Ainda são poucos os estudos sobre as vidas e possibilidades de ação dessas mulheres no Congo. Pode-se inferir que isso se deve não só às suas participações veladas, mas importantes, na política da região, mas também a uma falta de documentos e de registros escritos que focassem puramente nelas. Contudo, é possível, mesmo que de modo bastante incompleto, reconstruir suas histórias com base nesses poucos registros - principalmente de viajantes e de missionários – e na cosmologia, cosmovisão e lógica familiar dos congoleses. 
Durante grande parte da história da realeza no Congo, essa foi dominada pela ideologia da kanda. As kanda são grupos de descendência matrilinear que legitimavam o controle sobre a terra. Quando ocorriam concentrações dessa terra, o poder tornava-se bastante hierárquico e concentrava-se nas mãos de um chefe. Nessa ideologia, os casamentos serviam não só para firmar alianças entre grupos vizinhos, mas também podiam indicar diferenciação de classes de acordo com o número de esposas que alguém poderia sustentar. Havia uma “esposa principal” que ajudava a cimentar as relações entre iguais e “esposas subsidiarias” que ajudavam a cimentar as relações com subordinados. 
Existia uma clara divisão de trabalho entre mulheres e homens. Esses eram encarregados dos trabalhos mais pesados, como o desflorestamento, enquanto aquelas limpavam o solo e cuidavam das plantações. O foco das kanda na terra ajudou a perpetuar essa divisão, na medida que tornou uma complementaridade no trabalho em uma certa complementaridade política: as kanda eram normalmente chefiadas por um homem e uma mulher, sendo que o posto de líder era passado, em uma lógica matrilinear, da tia materna de um rei para a sua irmã. Durante os séculos XVI e XVII, e talvez em períodos pré-coloniais, muitos kanda foram chefiados somente por mulheres. Supõem-se que uma mudança para a patrilinearidade e lideranças puramente masculinas tenham ocorrido a partir da introdução do cristianismo e de pensamentos eurocêntricos, além de uma mudança ecológica que possibilitou que os homens que trabalhavam no desflorestamento passassem a se dedicar a trabalhos mais lucrativos e a ter mais liberdade que as mulheres. 
No início do século XV o reino do Congo se expandiu e passou a incluir diferentes kanda, sendo que cada um providenciava uma esposa para o mani Congo. O Conselho era composto por doze indivíduos, sendo quatro desses sempre mulheres. Elas podem ter sido as chefes femininas do kanda do próprio mani Congo, ou do kanda do seu pai, ou do seu avô materno ou do seu avô paterno. A mulher principal era intitulada 'Mãe' do mani Congo e, seguindo o modelo kanda, era a chefe feminina do mani Congo, talvez tendo sido também uma chefe importante e mais velha do seu próprio kanda.  À cada uma dessas mulheres também era confiada a liderança de uma província e um salário. Logo, elas detinham uma grande quantia e capacidade de poder. 
Entretanto, enquanto as descendências eram calculadas do ponto de vista matrilinear, para a realeza esse sistema podia diferir. Antes do e durante o século XVI houve uma flexibilização das relações da realeza, o que interferiu nas kanda e permitiu definir estruturas políticas extra-kanda. O título de mani Congo tornou-se a maior fonte de poder e logo se acirraram as disputas entre kandas, complexificadas pelo contato com portugueses e pelo crescente tráfico de escravos.
Mulheres também eram dadas como concubinas para os governadores de cada província – alguns chegavam a ter mais de 30. Isso criava para elas relações de bastante estabilidade, nas quais tinham muito a ganhar: seus filhos eram relacionados ao pai, homem de poder, e não às suas famílias. Descendência relacionada ao pai foi gradualmente substituindo a ideia dos laços matrilineares e fortalecendo a patrilinearidade. O cristianismo, com sua tradição de batizar a criança com o sobrenome do pai, contribuiu para essa fortificação. 
 As categorias patrilineares diferiam da ideia da kanda matrilinear. Elas não chegavam a formar grupos com características definidas, mas conseguiram se estabelecer como grupos de liderança no Congo. A partir do reino de Afonso I foram os descendentes patrilineares membros de seu kanda que concentraram o poder. Essa situação teve efeitos positivos e negativos sobre as mulheres. Primeiramente, as linhas de descendência patrilineares fizeram com que os homens buscassem direitos de ter seus filhos como herdeiros, o que fortaleceu a posição da esposa principal. Essa detinha, além de bastante riquezas, muitos escravos. Outrossim, o cristianismo como religião consolidada fortificou o papel dessa esposa de modo a tentar erradicar a poligamia. Em muitos casos, as outras esposas acabaram tornando-se escravas .
Muitos governantes ainda esperavam que os kanga lhes concedessem mulheres para desposar. Porém, os líderes dos kanga perceberam que seu kanga podia ter mais poder se casassem com as mulheres da família dos reis, e não o contrário. Desse modo, criaram-se ligações que possibilitaram que os próximos reis fossem filhos desses casamentos em que, apesar de tudo, a matrilinearidade ainda tinha seu poder – a associação entre um determinado número de famílias.  As mulheres sabiam que seus filhos, pelo parentesco, podiam assumir o trono. As linhagens foram traçadas a partir da relação da criança com o rei. Logo, fica claro que muito do poder feminino, dentro da elite, advinha de sua influência sobre os homens, no papel de líderes das linhagens, seja como mãe, tia, esposa ou avó. Isso ocorreu de forma evidente durante o século XVI, já que as disputas por poder e uma guerra civil no século XVII modificaram estruturas.
O sistema político e administrativo no Congo era bastante centralizado. Um sistema em que a hereditariedade não é a regra abre mais espaço para a participação feminina. Porém, se a mulher não possui uma relação forte de parentesco com o rei, sua posição seria deveras desprivilegiada. O sistema de parentesco teria conferido às mulheres um poder potencialmente estratégico como mediadoras, talvez porque estivessem fora dos papéis políticos formais, além de poderem ocupar altos cargos devido à sua lealdade ao rei. 
As mulheres adotaram o cristianismo e destacaram-se dentro dele. Em 1491, Leonor Anzinga Anlaza, esposa do rei, demandou que fosse batizada da mesma forma que seu marido. Assim, ela iniciou uma tradição de “rainhas” que representavam a fé católica 
Em documentos do século XVI e do início do século XIX, há uma série de indicações de que as mulheres desempenharam um papel importantíssimo na manutenção e desenvolvimento do catolicismo do Congo. Nos momentos em que a unidade do reino foi desestabilizada e seu poder dissipado entre concorrentes, foram as mulheres da elite que continuaram a manter a fé e acolheram os missionários católicos.
Com a chegada dos missionários Capuchinhos no Congo em 1645, diversos registros sobre a vidas das mulheres na corte e fora dela foram feitos. Algo notado por eles foi o trabalho de mulheres comuns junto ou por meio de sues maridos, a partir do controle das propriedades e recursos. Talvez isso as tenha tornado mais independentes que as mulheres da elite. 
Um relatório de um Capuchinho mostra que era crime que levava a escravização do malfeitor o adultério com filhas, esposas, sobrinhas ou concubinas de homens da elite. O padre deixa escrito que no Soyo, “quem deflorar uma menina, ele próprio se tornaria seu escravo” como pagamento por seu crime 
Ainda assim, nenhuma mulher teve o total controle do Estado no Congo, diferentemente de regiões próximas como o Mbundu, onde houve o governo da rainha Jinga. Isso pode significar que, ideologicamente, no Congo não se aceitava a possibilidade de uma mulher ser líder de Estado, mesmo que algumas tenham sido autoridades locais. 

### Aspectos sociais dos séculos XVI e XVII
A sociedade era dividida em três grupos principais: aristocratas (mwisikongo), agricultores livres (babuta) e escravizados (babika). Essa estrutura permaneceu até o final do século XVII, quando mudanças profundas começaram, primeiramente entre os nobres, que deixaram de existir como classe por volta de 1700.
O termo ekanda, derivado de kanda, passou a se referir a unidades sociais baseadas na linhagem materna, incluindo famílias extensas, aldeias e grupos religiosos. Cada povoado era formado por parentes descendentes do fundador e liderado por um ancião (nkuluntu). Embora as comunidades fossem pequenas e baseadas no território, ainda mantinham uma ligação simbólica com a linhagem fundadora, inclusive por meio de rituais e cultos de iniciação, como o kimpasi.
Com o passar dos anos, a influência dessas linhagens e das aldeias se reduziu. Por volta de 1525, os trabalhadores do campo já enfrentavam forte exploração. Isso pode ter incentivado rebeliões, como a dos jaga em 1568, e outras durante o reinado de Garcia II. Nesse período de crises, o culto kimpasi, voltado para aliviar o sofrimento, tornou-se especialmente popular. A situação das mulheres do campo se deteriorou significativamente, a ponto de desaparecerem as diferenças entre esposas e escravas. Até homens passaram a buscar abrigo nas casas de nobres como subordinados. Em um reflexo extremo da perda de proteção familiar, alguns pais começaram a marcar seus próprios filhos com ferro em brasa para evitar que fossem escravizados.
No século XVII, os escravos domésticos tinham maiores chances de ascensão social do que os camponeses. Vivendo nas residências da elite, era comum que fossem libertos, e os filhos de escravas com homens nobres eram quase equiparados, em status, aos demais nobres do mesmo nível social de seu pai. Já nas aldeias, apenas o filho de um nobre com uma concubina de pés pequenos podia ter alguma perspectiva de ascensão. Com o tempo, a antiga divisão em três classes sociais no Congo foi sendo simplificada, dando lugar a duas categorias principais: os nobres, que tiravam proveito do controle sobre a força de trabalho, e os subordinados explorados.
Além da hierarquia, havia diferenças marcantes no modo de vida entre essas duas camadas sociais. A nobreza urbana, instruída e adepta do catolicismo, distinguia-se dos habitantes rurais pelo estilo de moradia, vestimentas, alimentação e formas de lazer.

## Religiosidade
Para a ideologia da realeza (chamada de nkisi) algumas concepções religiosas eram importantes. Haviam três cultos bastante significativos para o reino. O culto dos antepassados tinha o cemitério real como um lugar sagrado, dessa forma, era possível relembrar e sacralizar seus ancestrais. O culto dos espíritos territoriais, no qual o espírito de Mbanza Kongo era preservado e cuidado pelo clero encarregado dos espíritos do reino, chamado mani kabunga. E, por fim, o culto dos sortilégios reais.  O conceito de nkisi era essencial. Mais tarde, com a incorporação do cristianismo, esse termo foi ressignificado como “sagrado”.
Outros mitos e crenças populares eram comuns, como a atribuição de doenças ou outros males aos feiticeiros, chamados de ndoki; que estavam sujeitos a serem descobertos pelos adivinhos, chamados de nganga ngombo.
A realeza era considerada sagrada a tal ponto que o rei era referido como criador supremo (Nzambi Mpungu). Toda essa sacralidade se manifestava nas cerimônias da corte, em especial a cerimônia de investidura, na qual o rei dava sua benção e, por meio dela, protegia os oficiais reais e garantia a fecundidade, pois acreditava-se que o rei possuía poder sobre o regime das chuvas.  
Acreditava-se que, nas aldeias, o espírito protetor local era mantido por meio do kitomi. Embora, do ponto de vista simbólico, os direitos sobre a terra fossem atribuídos à linhagem materna do fundador, na prática, a aldeia funcionava como uma comunidade coesa. Essa coesão é demonstrada pela existência de grupos rituais como o khimba, nzo longo e kimpasi, que variavam conforme a região e atuavam como ritos de passagem para meninos ou como práticas de cura.
As relações de parentesco e pertencimento a uma linhagem eram definidas pelo casamento, que privilegiava uniões entre primos. Normalmente, não se exigia o pagamento de dote, exceto por alguns presentes simbólicos entregues diretamente à esposa.

## Arte
As obras de arte do Reino do Congo refletiam bastante da cultura local. Muitos objetos eram fabricados para simbolizar a diferença de classes, algumas ideologias políticas e conceitos religiosos. Tais objetos eram feitos por encomenda, muitas vezes pedidos pela corte, pelos dirigentes das aldeias, pela Igreja católica e por chefes de família.
O estilo das artes incorporou aspectos da cultura europeia, fato que se manifestou bastante na arquitetura, através de construções de pedra, símbolos de poder e objetos sacros. Apesar disso, a arte do Reino do Congo não está associada somente à influência da Europa, considerando as muitas manifestações de artes gráficas antigas, como pinturas rupestres que expressam a cultura popular.
Os artistas do Congo utilizavam uma ampla gama de materiais (como madeira, marfim, cobre, pedra, fibras e tecidos) para criar suas obras, que eram aplicadas até mesmo em objetos do cotidiano, como utensílios domésticos. Desde os primeiros relatos, os tecidos de ráfia do Congo, muitas vezes bordados ou com textura aveludada, eram altamente valorizados. Chegavam a ser usados até pelo clero, junto a vestimentas litúrgicas importadas da Itália, que influenciaram os artesãos locais.
A produção de esculturas ligadas à antiga religião tradicional foi proibida e reprimida, especialmente durante os governos de Afonso I, Garcia II e pela atuação de Kimpa Vita, resultando na destruição de diversas obras. Apesar disso, a procura por esses objetos religiosos, como os utilizados no culto kimpasi durante o reinado de Garcia II, nunca cessou.
A maioria das esculturas de caráter cristão foi produzida antes de 1700, e várias delas ainda existem. A presença europeia também influenciou a criação de espadas cerimoniais fundidas e estandartes bordados, decorados com emblemas e brasões.